# Integrovaná výuka předmětu a cizího jazyka
Integrovaná výuka předmětu a cizího jazyka (často též označovaná anglickou zkratkou CLIL, tj. content and language integrated learning) je vyučovací metoda založená na výuce školního předmětu prostřednictvím cizího jazyka, takže žák si osvojuje znalosti a dovednosti v obou předmětech současně. Vhodnými předměty jsou například zeměpis, dějepis, matematika, přírodopis, občanská výchova či tělesná výchova.
Tato metoda je vhodná zejména pro pedagogy, jejichž aprobace zahrnuje výuku cizího jazyka i daného nejazykového předmětu, nebo pro učitele nejazykového předmětu, jejichž jazykové znalosti jsou podle Společného evropského referenčního rámce pro jazyky alespoň na úrovni B1. Co se týká samotných žáků, při vhodném přístupu bývá postačující i velmi nízká úroveň jejich jazykových znalostí. Pokud je učivo pro ně příliš obtížné, považuje se za přípustné vyložit základy a klíčové pojmy nejprve v mateřském jazyce a potom pokračovat dalšími aktivitami již ve vyučovaném jazyce.
Důraz na použití metody položila též Evropská komise ve svém Akčním plánu 2004–2006, neboť žákům umožňuje jejich nově nabyté jazykové dovednosti okamžitě prakticky využívat a současně zvyšuje dobu vystavení žáků cizímu jazyku, aniž by se zvyšovala celková doba výuky. V České republice se o integrované výuce následně zmiňoval tzv. Národní plán výuky cizích jazyků pro období 2005–2008. Na počátku roku 2010 vznikl na podporu této metody projekt nazvaný CLIL – Obsahově a jazykově integrované vyučování na 2. stupni základních škol a nižším stupni víceletých gymnázií, jehož autorem a realizátorem je Národní institut pro další vzdělávání (NIDV) a který je hrazen z Evropského sociálního fondu a státního rozpočtu ČR. Cílem projektu je proškolit do poloviny roku 2011 více než 300 učitelů základních škol a víceletých gymnázií. Největší zájem byl o integraci anglického jazyka, malé množství učitelů je školeno také v integraci jazyka německého a francouzského.
V ČR se první ucelená řada clilových učebnic objevila v roce 2016. Jedná se o učebnice Labyrinth a předměty zeměpis, dějepis, občanská výchova, matematika a přírodopis. Pro německý jazyk jsou pouze v úrovni A1 a pro anglický jazyk jsou zpracovány dvě řady, v úrovni A1 a A2.